# ジョーダン・ポイヤー
ジョーダン・リン＝バクスター・ポイヤー（Jordan Lynn-Baxter Poyer, 1991年4月25日 - ）は、アメリカ合衆国オレゴン州ダラス出身のプロアメリカンフットボール選手。NFLのマイアミ・ドルフィンズに所属している。ポジションはストロングセイフティ。

## 経歴

### ハイスクール
高校時代はフットボールと並行して野球、バスケットボールもプレーしていた。特に野球では高い評価を受けており、2009年のMLBドラフト42巡目（全体1268位）でフロリダ・マーリンズから指名されたが、契約せずにオレゴン州立大学へ進学した。

### カレッジ
大学では3年目の2011年以外はフットボールに専念した。コーナーバックやパントリターナーとして活躍した後、2013年のNFLドラフトにエントリーした。

### フィラデルフィア・イーグルス
ドラフト全体218位でフィラデルフィア・イーグルスから指名され、その後4年総額222万ドルのルーキー契約を結んだ。
1年目の2013年シーズンはコーナーバックとして開幕を迎えるもレギュラー争いに敗れ、その後はスペシャルチームでプレーした。3試合に出場した後に負傷し、2013年10月19日に解雇された。

### クリーブランド・ブラウンズ
2013年10月21日にウェイバー公示を経てクリーブランド・ブラウンズへ移籍した。移籍後はセイフティにコンバートされた。
2015年シーズンにキャリア初となる先発出場を果たした。

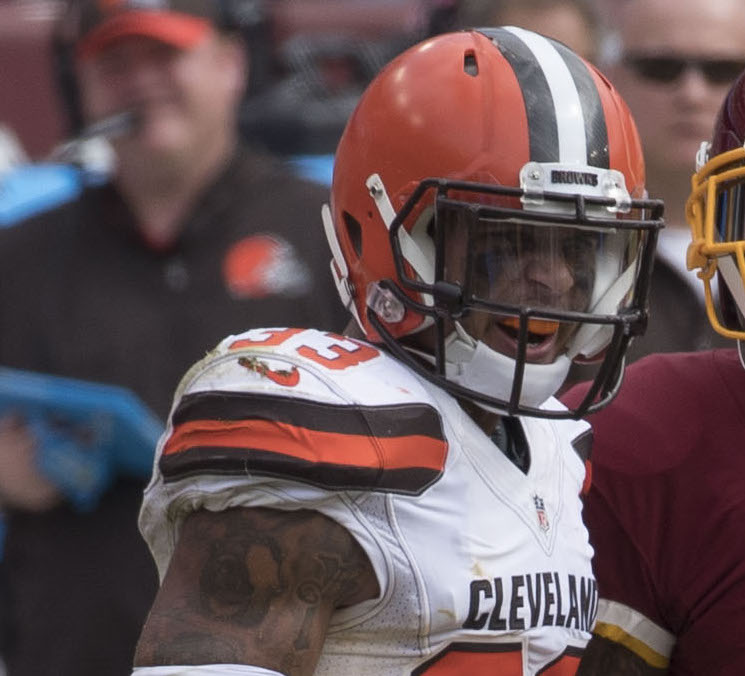
2016年のポイヤー

2016年シーズンは開幕から先発出場した。しかし、第6週のテネシー・タイタンズ戦で悪質なタックルを受け、腎臓の裂傷と脳震盪と診断された。この試合後に故障者リザーブ入りし、そのままシーズン終了となった。

### バッファロー・ビルズ
2017年3月9日にバッファロー・ビルズと4年総額1300万ドルの契約を結んだ。同じくこのシーズンから加わったマイカ・ハイドと共に、強力なセイフティコンビを形成した。
2018年シーズン第4週のグリーンベイ・パッカーズ戦ではアーロン・ロジャースからインターセプトを記録。それまで続いていたロジャースの連続パス成功記録を150で止めた。
2020年3月19日にビルズと2年総額2050万ドルの契約延長に合意した。
2021年シーズンは自己最高の3サック、5インターセプトを記録し、自身初となるオールプロファーストチームに選出された。
2022年、第4週のボルチモア・レイブンズ戦で2インターセプト、6タックル、6パスディフェンスを記録、その週のAFC最優秀守備選手に選ばれた。この年怪我により数試合欠場したがプロボウルに選ばれた。
2023年3月15日、ビルズとの契約を2年延長した。この年101タックル（67ソロタックル）をあげた。2024年3月6日、ビルズからリリースされた。

### マイアミ・ドルフィンズ
2024年3月18日、マイアミ・ドルフィンズと契約を結んだ。第9週のビルズ戦の第4Q終盤にビルズのWRキオン・コールマンにヘルメット同士でぶつかる反則を犯し15ヤードの罰退となった。この反則がビルズの決勝FGにつながりチームは敗れた。

## 人物
実の父は数々の犯罪歴があり、これまでに複数回刑務所に収監されている。そのため一度も顔を合わせたことはなく、幼い頃から母と継父に育てられた。
Instagramでモデルとして活動しているラチェル・ブッシュと2015年から交際を始め、2016年に第一子が誕生した。2018年2月にジャマイカで結婚式を挙げている。
生まれ育ったオレゴン州アストリアで自身の名前を冠したフットボールキャンプを毎年開催しており、地元の子供たちを指導している。
2021年3月に自身のInstagramにて、かつてアルコール依存症に苦しんでいたことを告白した。アルコールが自身のキャリアや私生活に与える悪影響を懸念し、2020年3月から禁酒を続けている。また、アルコール依存症に苦しむ人々への支援活動も行っている。